# Ye Shengtao

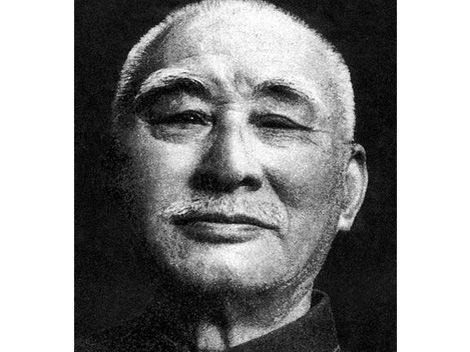
Ye Shengtao

Ye Shengtao (Ye Shaojun) , 28 de octubre de 1894 - 16 de febrero de 1988, nació en  Suzhou de  Jiangsu, fue un influyente autor chino, educador y editor. Fue fundador de la Asociación de Estudios Literarios (文學研究會)，la primera asociación de la literatura durante el  Movimiento del Cuatro de Mayo en China.
A lo largo de su vida, se dedicó a la publicación y el lenguaje de la educación. Se suscribió a la filosofía de que "La literatura es fuente de vida" (文學為人生).

### Primeros años
Ye nació el 28 de octubre de 1894 en Condado de Wu, Jiangsu provincia. Su nombre al nacer era de Ye Shaojun (葉紹鈞), y su nombre de cortesía era Bingchen (秉臣). Su padre trabajaba como contable para el arrendador y vivieron una vida muy modesta. Cuando tenía seis años de edad, ingresó en una escuela mediocre para estudio primario. A menudo acompañaba a su padre a trabajar. Viajó por toda la ciudad y tuvo experiencia en la vida de los pobres.
En 1907, Ye entró en la escuela secundaria Caoqiao (草橋中學).  Después de su graduación, trabajó como maestro de escuela primaria, antes de ser despedido por la escuela en 1914. Encontrándose en paro, se dedicó por completo a la escritura de novelas clásicas chinas, que fueron publicadas en "Libailiu Revista" (《禮拜六》 “Saturday Magazine”), hasta que encontró trabajo como el maestro chino de una escuela creada por la prensa comercial de Shanghái (商務印書館上海印刷廠). Al mismo tiempo, se convirtió en el editor de textos de primaria del Shanghai Commercial Press en 1915.
Ye había estado viviendo en una era de inestabilidad, incluyendo el 1894 Primera guerra sino-japonesa, la Reforma de los Cien Días, y más tarde la esfera de influencia(列強割據). Sus experiencias de vida temprana afectaron a su sentido de nacionalismo y contribuyeron a su posterior carrera como periodista y educador.

### Carrera en el movimiento literario
A lo largo de su vida, Ye trabajó mucho para el movimiento literario. Bajo la influencia del Movimiento del Cuatro de Mayo en 1919 comúnmente conocida como el Movimiento Nueva Cultura, Ye se dedicó a su carrera literaria. Participó en una organización estudiantil llamada 'Xinchao Ella' (“Nueva Sociedad Tide” 新潮社 1919-1920) de Universidad de Pekín, y comenzó la publicación de ficciones, poemas, prosa, la crítica literaria, guiones de teatro, etc. Ye fue también un editor de pushe (樸社, 1923). En 1921, Ye, Mao Dun y Zheng Zhenduo fundaron la sociedad literaria más temprana del movimiento de la nueva literatura, la "Wenxue Yanjiu Hui", (文學研究會 "Asociación de Estudios Literarios"), abogando por el arte realismo, pero rechazando el principio "El arte es por el arte". En 1936, Ye, Mao Dun y Hong Shen (洪深) establecieron la "Sociedad de la literatura china y Arte" (Zhongguo Wenyi jia Xiehui 中國文藝家協會). En 1941, se convirtió en un comité de redacción de la "Enseñanza de Literatura e Historia"" (Wenshi Jiaoxue 文史教學). Ye fue uno de los fundadores de la "Alianza Literaria para el imperialismo anti-japonesa" (文藝界反帝抗日大聯盟).

### Vida política
Ye era responsable de una serie de puestos de autoridad. Después de la revolución comunista, Ye sirvió como subdirector de la Administración General de Prensa y Publicaciones (出版總署副署長), como presidente de la Publicación de Educación Popular (人民教育出版社社長), y como viceministro de Educación de la República Popular China. También fue elegido como miembro del comité de la Quinta Comisión Permanente de la Asamblea Popular Nacional de China, como miembro del Comité Nacional de la Quinta Conferencia Consultiva Política del Pueblo Chino (CCPPC), y como Presidente de la Asociación China para la Promoción de la Democracia.
Ye murió en Beijing el 16 de febrero de 1988, a los 94 años.

## Educativo y las ideologías periodísticos
Para Ye, la educación y el periodismo eran inseparables.

### "El objetivo de la educación no es educar" (「教是為了不教」)
Ye tuvo un gran impacto en la mejora de la enseñanza del idioma chino moderno. Él trajo una nueva idea para los educadores chinos, es decir, a los estudiantes se les debe enseñar los métodos de aprendizaje, en lugar de la larga y detallada lista de contenidos en los libros. Esta idea fue un gran avance en la educación tradicional china, que solía depender en gran medida en la memorización y el adoctrinamiento.  Además, Ye promovió el pensamiento crítico y la importancia del juicio de valor personal. Sugirió que estas habilidades de aprendizaje deben ser construidas en el pensamiento de los estudiantes y fueron la base para el aprendizaje permanente de los estudiantes.

### Literatura para la vida (文學為人生)
Ye era un apasionado de la vida real, que dejaba reflejada en sus obras:
“En retrospectiva, parece que nunca he escrito sobre algo de lo que sólo tenía un conocimiento vago o nebuloso. En otras palabras, no puedo escribir nada simplemente imaginando, aunque no descarto el elemento de fantasía.  Yo vivía en ciudades, pueblos y aldeas, y escribí lo que había observado allí. Como maestro, sabía algo sobre la vida en los círculos educativos y escribí sobre eso. De una manera bastante elemental y superficial, vi el desarrollo gradual de la Revolución China y escribí sobre eso también.”
-Hsia, C.T., una historia de ficción china moderna, op. cit., p.59.

### legibilidad (易讀性)
La legibilidad era una característica prominente en las obras de Ye. Significa lo eficiente que un lector puede percibir y comprender un pasaje. Como periodista, Ye pone gran énfasis en el uso del lenguaje. Esto podría deberse a que había sido profesor durante más de 10 años antes de convertirse en editor. Pensaba que los escritos eran para el lector y consideraba la escritura como un medio de comunicación entre lectores y autores.

## Los trabajos de Ye

### Literatura
- 《雪朝》Xuě zhāo    (Poemas)    1922
- 《稻草人》Dào cǎo rén   (Novela)     1923
- 《線下》Xiàn xià  (Cuentos cortos)     1925
- 《倪煥之 》"Ní Huànzhī (el nombre del personaje)"   (Novela)     1929
- 《古代英雄的石像》Gǔ dài yīng xióng de shí xiàng   (Cuentos de hadas)     1931
- 《文心》Wén xīn   (Educativo)      1934
- 《未厭居習作》Wèi yàn jū xí zuò  ( Prosa)     1935
- 《聖陶短篇小說集》Shèngtáo duǎn piān xiǎo shuō jí (Colecciones de cuentos cortos)     1936
- 《葉紹鈞選集》 Yè Shàojūn xuǎn jí  (Collectanea)    1936
- 《略讀指導舉隅》Luè dú zhǐ dǎo jǔ yù     1946
- 《兒童文學研究》értóng Wénxué Yánjiū     1947
- 《精讀指導舉隅》Jīng dú zhǐ dǎo jǔ yù     1948
- 《寫作雜談》Xiě zuò zá tán    1951
- 《葉聖陶童話選 Yè Shèngtáo tónghuà xuǎn     1956
- 《葉聖陶出版文集》 Yè Shèngtáo chūbǎn wénjí    1958
- 《抗爭》Kàng zhēng (Cuentos cortos)     1959
- 《 夜》Yè     1959
- 《平常的故事》 Píng cháng de gù shì    1959
- 《微波》"Wēi bō" 1959
- 《篋存集 》   Qiè cún jí  (Poema)    1960
- 《潘先生在難中》Pān xiān shēng zài nàn zhōng  (Cuentos cortos)   1964
- 《葉聖陶散文》Yè Shèngtáo Sǎnwén  (Proses)    1983
- 《我與四川》Yè Shèngtáo Sǎnwén    (proses & poema)    1984
- 《文章講話》 Wén zhāng jiǎnghuà    (Educativo)     1997
- 《文話七十二講》Wén huà qī shí èr jiǎng  (Educativo)      1999

### Periodismo
- 《禮拜六》Lǐbàiliù Magazine
- 《上海時事新報》 Shànghǎi Shíshì　Xīnbào
- 《上海民國日報》 Shànghǎi Mínguó Rìbào
- 《文學周報》 Wénxué Zhōubào
- 《公理日報》 Gōnglǐ Rìbào
- 《國文月刊》Guówén Yuèkān
- 《蘇州評論》Sūzhōu Pínglùn
- 《婦女雜誌》 Fùnǚ Zázhì
- 《小說月報》 Xiǎoshuō Yuèbào
- 《中學生》 Zhōngxuéshēng
- 《開明少年》 Kāimíng Shàonián
- 《中國作家》  Zhōngguó Zuòjiā
- 《人民教育》Rénmín Jiàoyù
- 《中國語文》Zhōngguó Yǚwén
- 《詩》 Shī
- 《光明》 Guangming
- 《國文雜誌》  Guowen Zazhi
- 《中學生戰時半月刊》Zhongxuesheng Zhanshi Banyue kan